# Kenny Eaton
Kenny Eaton (Lewisville, Indiana, 16 augustus 1916 - Key Largo, Florida, 31 december 1980) was een Amerikaans autocoureur. Hij schreef zich in 1950 in voor de Indianapolis 500, maar wist zich hierin niet te kwalificeren. Deze race was ook onderdeel van het Formule 1-kampioenschap. Hij overleed op oudjaarsdag 1980 na een hartaanval tijdens zijn vakantie.